# Herăști (gmina)
Herăști – gmina w Rumunii, w okręgu Giurgiu. Obejmuje miejscowości Herăști i Miloșești. W 2011 roku liczyła 2369 mieszkańców. 